# Apodopsyllus unguiformis
Apodopsyllus unguiformis är en kräftdjursart som beskrevs av Coull och Charles L. Hogue 1978. Apodopsyllus unguiformis ingår i släktet Apodopsyllus och familjen Paramesochridae. Inga underarter finns listade i Catalogue of Life.